# Sword of the Samurai
Sword of the Samurai es un videojuego de acción y estrategia desarrollado y publicado por Micropose en 1989 para la plataforma DOS. Ambientado en el Japón feudal durante el Sengoku Jidai (la edad de los países en son de guerra), el juego, que combina elementos de acción, estrategia y rol, permite al jugador encarnar a un samurái que, escalando jerarquías, se convertirá en teniente hatamoto, luego damiyo y finalmente shogun.
El juego posee también una nueva versión de 2005 para PlayStation 2, publicada en Japón (conocida como Kendo 2) y Europa.

## Modo de juego
Son cuatro las modalidades de juego disponible en el menú principal:
- En primer lugar, será posible empezar o cargar una partida de campaña para la unificación de Japón;
- será también posible participar en un duelo, eligiendo entre un ejercicio de kendo o un duelo famoso en el rol de Miyamoto Musashi;
- también será posible participar en una batalla entre escuadrones (eligiendo siempre entre dos escenarios) en una jugabilidad similar a la serie Total War;
- finalmente, se podrá enfrentar (siempre eligiendo entre dos escenarios) a una vasta oleada de enemigos en solitario, utilizando el arco y la espada.

Cada una de estas modalidades presenta cuatro niveles de dificultad:
- Tan - fácil
- Wakizashi - intermedio
- Katana - difícil
- No-dachi - muy difícil

Una vez elegido el nivel de dificultad tras seleccionar la campaña, se podrá seleccionar una de las muchas provincias de Japón, cada una con su propio clan al que pertenecerá el jugador. Luego se tendrá que elegir una de las cuatro especialidades heredadas por la familia:
- Honor - favorecido por las hazañas de sus antepasados, el jugador disfrutará de altísimos honores, lo cual favorecerá el ascenso a los grados más altos de la jerarquía;
- Guerra: gracias a sus excepcionales habilidades estratégicas y tácticas, el jugador podrá dominar el arte de la guerra contra oponentes mucho más numerosos;
- Espada: tras un intenso entrenamiento con espadas, el jugador será más hábil en los duelos, independientemente de los oponentes;
- Tierra - En cuanto a su experiencia en la gestión agrícola, el jugador disfrutará de tierras muy extensas con las que reclutar mejores soldados.

En la primera fase del juego, el jugador comienza como vasallo de un hatamoto, o teniente, y compite por el puesto junto a otros tres personajes controlados por computadora, todos diferentes y distinguidos por el número de hombres, el honor y el tamaño de la tierra. Lo mismo ocurre en la segunda parte del juego, el jugador, convertido en hatamoto, compite con otros tres personajes, nuevamente controlados por la computadora, por el puesto de damiyo, el jefe del clan al que pertenece la provincia.
En estas primeras dos fases, el jugador, en la suya dimora, podrá elegir de:
- reclutare otros samurai que irán a ingrossare los rangos del ejército del jugador, a pacto que nos sea bastante tierra para garantirne el reclutamento;
- donar una pieza de la propia tierra a los monjes, aumentando sin embargo el propio honor;
- pedir tierra de los campesinos, garantizando mejores reclutamenti pero aumentando también el riesgo de rebeliones en casa propias;
- ejercitarse en un duelo;
- entrenar las propias tropas en batalla;
- retirarse de los asuntos mundiales y dejar el mando al heredero, a pacto que se tenga alcanzado la vecchiaia y se tenga un heredero adulto (esto por qué una prioridad absoluta y casarse y hacerse una familia con un heredero);
- dejar la propia dimora en viaje hacia una cualquier destino, qué que es posible hacer:
  - de sólo contra el destino (aumentando el honor recibido a cada misión cumplida);
  - de sólo travestito de ronin (consintiendo de cumplir misiones secretas);
  - a la cabeza del propio ejército (conveniente para ayudar el propio señor o un propio compañero).

Una vez salida de la propia dimora, será posible viajar en todo el Japón, encontrando varíe obstáculos, al igual que emboscadas, sfidanti o ronin en ataque.
El honor es una parte muy importante en el juego, anzi tal vez la parte más importante:
- ayudando los propios compañeros en cualquier modo (en batalla o por medio de un té cerimoniale) se obtendrá un mayor gradimento hacia el soggetto interesado, más allá de que al honor personal;
- se obtendrá honor también cumpliendo misiones para el propio señor, al igual que defenderlo de un asesino, derrotar un rispettabile guerrero, eliminar una ola de enemigos, derrotar un ejército invasore o atacar la guarnición de un fuerte enemigo;
- será posible, como dicho antes, travestirsi de ronin y cumplir misiones secretas, al igual que coger en ostaggio un familiar enemigo o encima asesinar el adversario, lo cual es en género rischioso, dado que la exposición lleva a la captura y también a la muerta vía el suicidio cerimoniale del seppuku;
- a prescindir de todo el honor ganado, si se intenta de eliminar el señor enemigo sin éxito, la entera familia del jugador vendrá exterminada y el juego finaliza.

Una vez diventati damiyo, se pasa a la tercera y última parte del juego. No se potra más girar libremente para todo el Japón, mar será siempre posible desafiar otros damiyo para el dominio sobre Japón. Cada vez que se invade una provincia enemiga (colorada de un color diverso del jugador), habrá una pequeña posibilidad que el adversario se arrenda como vassallo al jugador (qué en cambio mucho más probable de una provincia perteneciente a un clan independiente), pero al #másque los azares se pasará a la batalla. En azar de victoria, todas las provincias pertenecidas al adversario pasarán al jugador. ES muy importante defender el propio territorio de los enemigos reclutando continuamente samurai, dado que ahora nos se concentrará todo sobre la grandezza del ejército y sobre las capacidades estratégicas y tácticas en batalla. Si se viene invadidos, es muy importante obtener la victoria, desde que en azar contrario, el jugador será costretto a pedir fedeltà al ganador, y la partida irá perduta.
Además, será posible, una vez conquistada bastante provincias, intentar de declararse shogun, lo cual normalmente encontrará disaccordo total y provocará una alianza entre todos los avversari quedados en juego. Si se obtiene la victoria, Japón está reunido debajo el stendardo del jugador, y la partida acaba con una victoria final.
A juego finalizado, será posible registrar el propio punteggio, que viene calculado sobre la base de los siguientes factores:
- grandezza del ejército (más grande es, mejor es)
- provincias poseídas del jugador
- provincias poseídas de los avversari (menor el número, mejor es)
- vastedad de las tierras
- presencia de un heredero macho
- honor ganado en total

Sobre la base de todos estos factores, el punteggio final variará de un scioglimento del shogunato a la muerte del shogun (a los niveles de Oda Nobunaga y Toyotomi Hideyoshi) hasta af un reino secular (como lo shogunato Tokugawa).

## Críticas
En el 1990, el juego ha sido definido como "netto miglioramento de Pirates!, "antenato" del juego". En el 1993, tiene luego recibido un voto de 4 estrellas sobre 5, considerado "casi perfetto" a pesar de haya vendido menos de Pirates!.